# 38.ª Divisão de Infantaria (Alemanha)
A 38ª Divisão de infantaria (em alemão:  38. Infanterie-Division) foi uma unidade militar que serviu no Exército alemão durante a Segunda Guerra Mundial.

## Comandantes
| Comandante                                | Data                                          |
| ----------------------------------------- | --------------------------------------------- |
| Generalleutnant Friedrich-Georg Eberhardt | 25 de junho de 1942 - 25 de agosto de 1943    |
| Generalmajor Knut Eberding                | 25 de agosto de 1943 - 14 de novembro de 1943 |

## Área de operações
| França                     | junho de 1942 - agosto de 1942   |
| Países Baixos & França     | agosto de 1942 - abril de 1943   |
| Frente Oriental, setor sul | abril de 1943 - novembro de 1943 |